# Internationale Filmfestspiele von Cannes/Bester Darsteller

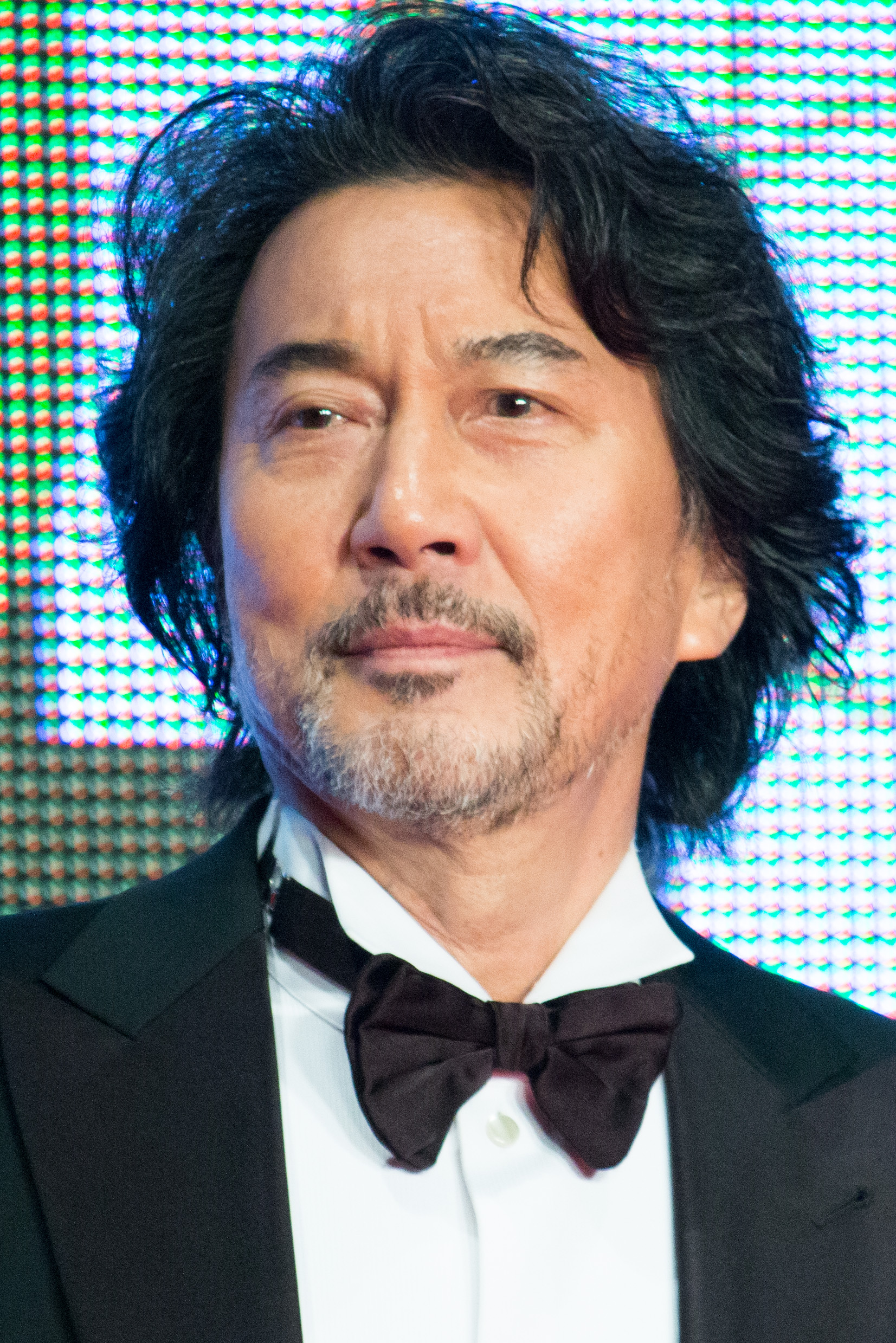
Preisträger 2023: Kōji Yakusho für Perfect Days

Der Preis für den besten Darsteller (Prix d’interprétation masculine) honoriert bei den jährlich veranstalteten Filmfestspielen von Cannes die beste schauspielerische Leistung eines Haupt- oder Nebendarstellers in einem Wettbewerbsfilm (Spielfilm). Die Auszeichnung wurde erstmals bei der Premiere des Filmfestivals im Jahr 1946 verliehen. Über die Vergabe des Preises, der dem Gewinner in Form einer Miniatur der Goldenen Palme und einer Urkunde überreicht wird, stimmt die Wettbewerbsjury ab, die sich meist aus internationalen Filmschaffenden zusammensetzt.

## Preisträger
Am häufigsten mit dem Darstellerpreis ausgezeichnet wurden US-amerikanische Filmschauspieler (24 Siege), gefolgt von ihren Kollegen aus Frankreich und Italien (je 10) sowie Großbritannien (8). Je zweimal triumphieren konnten die US-Amerikaner Dean Stockwell (1959 und 1962) und Jack Lemmon (1979 und 1982), sowie der Italiener Marcello Mastroianni (1970 und 1987). Erster afroamerikanischer Sieger in der Geschichte der Filmfestspiele von Cannes ist der US-Amerikaner John Kitzmiller, der 1957 für seine Leistung in France Štiglic' Kriegsdrama Das Tal des Friedens geehrt wurde. 2003 wurde dem türkischen Schauspieler Mehmet Emin Toprak eine postume Auszeichnung zuteil, während ein Jahr später als jüngster Gewinner und erster japanischer Mime Yūya Yagira erfolgreich war. Yagira, der 2004 für Hirokazu Koreedas Nobody Knows die Gunst der Wettbewerbsjury erhielt, war bei Bekanntgabe seines Sieges vierzehn Jahre alt.
Mehrfach in der Vergangenheit konnte sich die Jury nicht auf einen Sieger einigen, während 1955 und 2006 das gesamte männliche Schauspielensemble eines Films honoriert wurde. Ein Akteur aus dem deutschsprachigen Raum konnte sich erstmals 2009 gegen die Konkurrenz an ausländischen Schauspielern durchsetzen, als Christoph Waltz für die englischsprachige Produktion Inglourious Basterds den Preis erhielt.
| Jahr       | Preisträger                                                       | Originaltitel                                                     | Deutscher Titel                                                   |
| ---------- | ----------------------------------------------------------------- | ----------------------------------------------------------------- | ----------------------------------------------------------------- |
| 1946       | Ray Milland                                                       | The Lost Weekend                                                  | Das verlorene Wochenende                                          |
| 1947       | Preis nicht vergeben                                              | Preis nicht vergeben                                              | Preis nicht vergeben                                              |
| 1948       | Filmfestspiele nicht veranstaltet                                 | Filmfestspiele nicht veranstaltet                                 | Filmfestspiele nicht veranstaltet                                 |
| 1949       | Edward G. Robinson                                                | House of Strangers                                                | Blutsfeindschaft                                                  |
| 1950       | Filmfestspiele nicht veranstaltet                                 | Filmfestspiele nicht veranstaltet                                 | Filmfestspiele nicht veranstaltet                                 |
| 1951       | Michael Redgrave                                                  | The Browning Version                                              | Konflikt des Herzens                                              |
| 1952       | Marlon Brando                                                     | Viva Zapata!                                                      | Viva Zapata!                                                      |
| 1953– 1954 | Preis nicht vergeben ¹                                            | Preis nicht vergeben ¹                                            | Preis nicht vergeben ¹                                            |
| 1955 ²     | Spencer Tracy                                                     | Bad Day at Black Rock                                             | Stadt in Angst                                                    |
| 1955 ²     | Boris Andrejew                                                    | Большая семья (Bolschaja semja)                                   | Eine große Familie                                                |
| 1955 ²     | Alexei Batalow                                                    | Большая семья (Bolschaja semja)                                   | Eine große Familie                                                |
| 1955 ²     | Boris Bitjukow                                                    | Большая семья (Bolschaja semja)                                   | Eine große Familie                                                |
| 1955 ²     | Nikolai Grizenko                                                  | Большая семья (Bolschaja semja)                                   | Eine große Familie                                                |
| 1955 ²     | Pawel Kadotschnikow                                               | Большая семья (Bolschaja semja)                                   | Eine große Familie                                                |
| 1955 ²     | Boris Kokowkin                                                    | Большая семья (Bolschaja semja)                                   | Eine große Familie                                                |
| 1955 ²     | Sergei Kurilow                                                    | Большая семья (Bolschaja semja)                                   | Eine große Familie                                                |
| 1955 ²     | Sergei Lukjanow                                                   | Большая семья (Bolschaja semja)                                   | Eine große Familie                                                |
| 1955 ²     | Wadim Medwedjew                                                   | Большая семья (Bolschaja semja)                                   | Eine große Familie                                                |
| 1955 ²     | Nikolai Sergejew                                                  | Большая семья (Bolschaja semja)                                   | Eine große Familie                                                |
| 1956       | Preis nicht vergeben                                              | Preis nicht vergeben                                              | Preis nicht vergeben                                              |
| 1957       | John Kitzmiller                                                   | Dolina miru                                                       | Das Tal des Friedens                                              |
| 1958       | Paul Newman                                                       | The Long, Hot Summer                                              | Der lange, heiße Sommer                                           |
| 1959       | Bradford Dillman                                                  | Compulsion                                                        | Der Zwang zum Bösen                                               |
| 1959       | Dean Stockwell                                                    | Compulsion                                                        | Der Zwang zum Bösen                                               |
| 1959       | Orson Welles                                                      | Compulsion                                                        | Der Zwang zum Bösen                                               |
| 1960       | Preis nicht vergeben                                              | Preis nicht vergeben                                              | Preis nicht vergeben                                              |
| 1961       | Anthony Perkins                                                   | Goodbye Again                                                     | Lieben Sie Brahms?                                                |
| 1962       | Murray Melvin                                                     | A Taste of Honey                                                  | Bitterer Honig                                                    |
| 1962       | Dean Stockwell                                                    | Long Day's Journey Into Night                                     | k. A.                                                             |
| 1962       | Ralph Richardson                                                  | Long Day's Journey Into Night                                     | k. A.                                                             |
| 1962       | Jason Robards                                                     | Long Day's Journey Into Night                                     | k. A.                                                             |
| 1963       | Richard Harris                                                    | This Sporting Life                                                | Lockender Lorbeer                                                 |
| 1964       | Antal Páger                                                       | Pacsirta                                                          | Die Lerche                                                        |
| 1964       | Saro Urzì                                                         | Sedotta e Abbandonata                                             | Verführung auf italienisch                                        |
| 1965       | Terence Stamp                                                     | The Collector                                                     | Der Fänger                                                        |
| 1966       | Per Oscarsson                                                     | Sult                                                              | Hunger                                                            |
| 1967       | Oded Kotler                                                       | שלושה ימים וילד (Shlosha Yamim Veyeled)                           | k. A.                                                             |
| 1968       | Filmfestspiele aufgrund der Mai-Unruhen abgebrochen.              | Filmfestspiele aufgrund der Mai-Unruhen abgebrochen.              | Filmfestspiele aufgrund der Mai-Unruhen abgebrochen.              |
| 1969       | Jean-Louis Trintignant                                            | Z                                                                 | Z                                                                 |
| 1970       | Marcello Mastroianni                                              | Dramma della gelosia – tutti i particolari in cronaca             | Eifersucht auf italienisch                                        |
| 1971       | Riccardo Cucciolla                                                | Sacco e Vanzetti                                                  | Sacco und Vanzetti                                                |
| 1972       | Jean Yanne                                                        | Nous ne vieillirons pas ensemble                                  | Wir werden nicht zusammen alt                                     |
| 1973       | Giancarlo Giannini                                                | Film d’amore e d’anarchia                                         | Liebe und Anarchie                                                |
| 1974       | Jack Nicholson                                                    | The Last Detail                                                   | Das letzte Kommando                                               |
| 1975       | Vittorio Gassman                                                  | Profumo di donna                                                  | Der Duft der Frauen                                               |
| 1976       | José Luis Gómez                                                   | Pascual Duarte                                                    | Leben und Tod des Pascual Duarte                                  |
| 1977       | Fernando Rey                                                      | Elisa, vida mía                                                   | Elisa, mein Leben                                                 |
| 1978       | Jon Voight                                                        | Coming Home                                                       | Coming Home – Sie kehren heim                                     |
| 1979       | Jack Lemmon                                                       | The China Syndrome                                                | Das China-Syndrom                                                 |
| 1980       | Michel Piccoli                                                    | Salto nel vuoto                                                   | Der Sprung ins Leere                                              |
| 1981       | Ugo Tognazzi                                                      | La tragedia di un uomo ridicolo                                   | Die Tragödie eines lächerlichen Mannes                            |
| 1982       | Jack Lemmon                                                       | Missing                                                           | Vermißt                                                           |
| 1983       | Gian Maria Volontè                                                | La mort de Mario Ricci                                            | Der Tod des Mario Ricci                                           |
| 1984       | Alfredo Landa                                                     | Los santos inocentes                                              | Die heiligen Narren                                               |
| 1984       | Francisco Rabal                                                   | Los santos inocentes                                              | Die heiligen Narren                                               |
| 1985       | William Hurt                                                      | Kiss of the Spider Woman                                          | Kuß der Spinnenfrau                                               |
| 1986       | Michel Blanc                                                      | Tenue de soirée                                                   | Abendanzug                                                        |
| 1986       | Bob Hoskins                                                       | Mona Lisa                                                         | Mona Lisa                                                         |
| 1987       | Marcello Mastroianni                                              | Oci ciornie                                                       | Schwarze Augen                                                    |
| 1988       | Forest Whitaker                                                   | Bird                                                              | Bird                                                              |
| 1989       | James Spader                                                      | Sex, Lies, and Videotape                                          | Sex, Lügen und Video                                              |
| 1990       | Gérard Depardieu                                                  | Cyrano de Bergerac                                                | Cyrano von Bergerac                                               |
| 1991       | John Turturro                                                     | Barton Fink                                                       | Barton Fink                                                       |
| 1992       | Tim Robbins                                                       | The Player                                                        | The Player                                                        |
| 1993       | David Thewlis                                                     | Naked                                                             | Nackt                                                             |
| 1994       | Ge You                                                            | 活きる を編集中 (Huozhe)                                          | Leben!                                                            |
| 1995       | Jonathan Pryce                                                    | Carrington                                                        | Carrington                                                        |
| 1996       | Daniel Auteuil                                                    | Le huitième jour                                                  | Am achten Tag                                                     |
| 1996       | Pascal Duquenne                                                   | Le huitième jour                                                  | Am achten Tag                                                     |
| 1997       | Sean Penn                                                         | She’s So Lovely                                                   | Alles aus Liebe                                                   |
| 1998       | Peter Mullan                                                      | My Name Is Joe                                                    | Mein Name ist Joe                                                 |
| 1999       | Emmanuel Schotté                                                  | L’humanité                                                        | L’Humanité                                                        |
| 2000       | Tony Leung Chiu Wai                                               | 花样年华 (Fa yeung nin wa)                                        | In the Mood for Love                                              |
| 2001       | Benoît Magimel                                                    | La pianiste                                                       | Die Klavierspielerin                                              |
| 2002       | Olivier Gourmet                                                   | Le fils                                                           | Der Sohn                                                          |
| 2003       | Muzaffer Özdemir                                                  | Uzak                                                              | Uzak – Weit                                                       |
| 2003       | Mehmet Emin Toprak                                                | Uzak                                                              | Uzak – Weit                                                       |
| 2004       | Yūya Yagira                                                       | 誰も知らない (Dare mo shiranai)                                   | Nobody Knows                                                      |
| 2005       | Tommy Lee Jones                                                   | The Three Burials of Melquiades Estrada                           | Three Burials – Die drei Begräbnisse des Melquiades Estrada       |
| 2006 ³     | Bernard Blancan                                                   | Indigènes                                                         | Tage des Ruhms                                                    |
| 2006 ³     | Sami Bouajila                                                     | Indigènes                                                         | Tage des Ruhms                                                    |
| 2006 ³     | Jamel Debbouze                                                    | Indigènes                                                         | Tage des Ruhms                                                    |
| 2006 ³     | Samy Naceri                                                       | Indigènes                                                         | Tage des Ruhms                                                    |
| 2006 ³     | Roschdy Zem                                                       | Indigènes                                                         | Tage des Ruhms                                                    |
| 2007       | Konstantin Lawronenko                                             | Изгнание (Isgnanije)                                              | Die Verbannung                                                    |
| 2008       | Benicio del Toro                                                  | Che                                                               | Che – Revolución                                                  |
| 2008       | Benicio del Toro                                                  | Che                                                               | Che – Guerrilla                                                   |
| 2009       | Christoph Waltz                                                   | Inglourious Basterds                                              | Inglourious Basterds                                              |
| 2010       | Javier Bardem                                                     | Biutiful                                                          | Biutiful                                                          |
| 2010       | Elio Germano                                                      | La nostra vita                                                    | La nostra vita                                                    |
| 2011       | Jean Dujardin                                                     | The Artist                                                        | The Artist                                                        |
| 2012       | Mads Mikkelsen                                                    | Jagten                                                            | Die Jagd                                                          |
| 2013       | Bruce Dern                                                        | Nebraska                                                          | Nebraska                                                          |
| 2014       | Timothy Spall                                                     | Mr. Turner                                                        | Mr. Turner – Meister des Lichts                                   |
| 2015       | Vincent Lindon                                                    | La loi du marché                                                  | Der Wert des Menschen                                             |
| 2016       | Shahab Hosseini                                                   | فروشنده (Forushande)                                              | The Salesman                                                      |
| 2017       | Joaquin Phoenix                                                   | You Were Never Really Here                                        | A Beautiful Day                                                   |
| 2018       | Marcello Fonte                                                    | Dogman                                                            | Dogman                                                            |
| 2019       | Antonio Banderas                                                  | Dolor y gloria                                                    | Leid und Herrlichkeit                                             |
| 2020       | Filmfestspiele aufgrund der COVID-19-Pandemie nicht veranstaltet. | Filmfestspiele aufgrund der COVID-19-Pandemie nicht veranstaltet. | Filmfestspiele aufgrund der COVID-19-Pandemie nicht veranstaltet. |
| 2021       | Caleb Landry Jones                                                | Nitram                                                            | Nitram                                                            |
| 2022       | Song Kang-ho                                                      | 브로커 (Beurokeo)                                                 | Broker                                                            |
| 2023       | Kōji Yakusho                                                      | Perfect Days                                                      | Perfect Days                                                      |
| 2024       | Jesse Plemons                                                     | Kinds of Kindness                                                 | Kinds of Kindness                                                 |
| 2025       | Wagner Moura                                                      | O Agente Secreto                                                  | The Secret Agent                                                  |

¹ 1953 erhielt der französische Schauspieler Charles Vanel eine „Lobende Erwähnung“ für Lohn der Angst.

² 1955 wurde das gesamte Schauspielensemble des Films Eine große Familie mit einem Darstellerpreis geehrt.

³ 2006 wurde das männliche Schauspielensemble des Films Tage des Ruhms mit dem Darstellerpreis ausgezeichnet.

## Preis für den besten Nebendarsteller
Von 1979 bis 1981 wurde separat ein Preis für den besten Nebendarsteller (1979: Meilleur rôle de composition masculin au Festival International du Film, ab 1980: Prix du meilleur second rôle masculin au Festival International du Film) in einem Wettbewerbsfilm vergeben:
| Jahr | Preisträger   | Originaltitel    | Deutscher Titel               |
| ---- | ------------- | ---------------- | ----------------------------- |
| 1979 | Stefano Madia | Caro papà        | Caro Papa                     |
| 1980 | Jack Thompson | Breaker Morant   | Der Fall des Lieutnant Morant |
| 1981 | Ian Holm      | Chariots of Fire | Die Stunde des Siegers        |